# Rauisuchidae
A Rauisuchidae a nagy méretű (6 méteres vagy hosszabb), húsevő, triász időszaki archosaurusok egyik családja, amely a nagyobb Rauisuchia csoport fejlettebb képviselőit tartalmazza. Vitatott, hogy mely nemek tartoznak a Rauisuchidae, a Prestosuchidae és a Poposauridae családba, illetve, hogy melyek képeznek külön családot. Egy crocodylotarsi archosaurusokon végzett korai kladisztikai elemzés szerint ide sorolandó a Lotosaurus, a Fasolasuchus, a Rauisuchus és „a Kupferzell-rauisuchida” (a későbbi Batrachotomus). Egy újabb keletű tanulmány megállapította, hogy a Batrachotomus jóval közelebbi rokonságban állt a Prestosuchusszal, tehát a prestosuchidák közé tartozik. Emellett a fogatlan Lotosaurusról megállapították, hogy jóval közelebb állt a Ctenosauriscidae kládhoz, ami a hátukon „vitorlát” viselő Dimetrodonszerű állatok csoportja.
Korábban két rauisuchia nemet, a Teratosaurust  és a Postosuchust a poposauridák közé sorolták be.

## Nemek
| Nem                | Státusz  | Kor            | Lelőhely      | Megjegyzés                                                                        | Kép |
| ------------------ | -------- | -------------- | ------------- | --------------------------------------------------------------------------------- | --- |
| - †Arganasuchus    | Érvényes | késő triász    | Afrika        | A nevét a marokkói Argana-medencéről kapta, amelyben felfedezték.                 |     |
| - †Batrachotomus   | Érvényes |                |               |                                                                                   |     |
| - †Fasolasuchus    | Érvényes |                |               |                                                                                   |     |
| - †Fenhosuchus     | Érvényes |                |               |                                                                                   |     |
| - †Heptasuchus     | Érvényes |                |               |                                                                                   |     |
| - †„Hoplitosaurus” | Érvényes |                |               | – az ankylosaurus dinoszauruszok közé tartozó Hoplitosaurus számára lefoglalt név |     |
| - †Jushatyria      | Érvényes |                |               |                                                                                   |     |
| - †Luperosuchus    | Érvényes | középső triász |               |                                                                                   |     |
| - †Postosuchus     | Érvényes | késő triász    | Észak-Amerika |                                                                                   |     |
| - †Procerosuchus   | Érvényes |                |               |                                                                                   |     |
| - †Rauisuchus      | Érvényes |                |               |                                                                                   |     |
| - †Stagonosuchus   | Érvényes |                |               |                                                                                   |     |
| - †Teratosaurus    | Érvényes | késő triász    | Európa        |                                                                                   |     |
| - †Tikisaurus      | Érvényes |                |               |                                                                                   |     |
| - †Vjushkovisaurus | Érvényes |                |               |                                                                                   |     |

## Fordítás
- Ez a szócikk részben vagy egészben a Rauisuchidae című angol Wikipédia-szócikk ezen változatának fordításán alapul.  Az eredeti cikk szerkesztőit annak laptörténete sorolja fel. Ez a jelzés csupán a megfogalmazás eredetét és a szerzői jogokat jelzi, nem szolgál a cikkben szereplő információk forrásmegjelöléseként.

## Külső hivatkozások
- Taxon Search. [2007. március 11-i dátummal az eredetiből archiválva]. (Hozzáférés: 2009. július 10.)
- †Rauisuchidae – rauisuchids. Mikko's Phylogeny Archive. (Hozzáférés: 2009. július 10.)
- Re: Postosuchus/Rauisuchus. Dinosaur Mailing List. [2016. március 3-i dátummal az eredetiből archiválva]. (Hozzáférés: 2009. július 10.)
- Rauisuchidae. Dinosaur Mailing List. [2016. március 3-i dátummal az eredetiből archiválva]. (Hozzáférés: 2009. július 10.)